# Del Superuovo
Del Superuovo è il secondo album di MusicaPerBambini, pubblicato nel 2002 dall'etichetta Betulla Records.

## Tracce
Testi e musiche di Manuel Bongiorni.
1. Il Superuovo – 1:45
2. Testa di Terra – 1:55
3. Kyxwj – 2:37
4. Vita da morto – 1:40
5. L'orco – 3:53
6. La lucidatruce – 2:24
7. Il folletto di Uao – 1:26
8. L'uomo delle Uova – 2:11
9. Baracca Barocca – 2:57
10. L'onda d'ombra – 3:24
11. Il Mangiabinari – 1:26
12. Io, io e io – 0:44
13. Ognuno si scava la buca – 1:31
14. I Cani – 3:14
15. Bolla di Brodo – 4:14